# Бортник, Роман Иосифович
Роман Иосифович Бортник (28 июля 1908 года, с. Плужное Острожского уезда Волынской губернии, Российской империи (ныне Изяславский район, Хмельницкая область, Украина) — 17 апреля 1945 года, район г. Лебус, Германия) — военнослужащий, участник боёв у озера Хасан и Великой Отечественной войны. Герой Советского Союза (1945). Полковник.

## Биография
Родился в крестьянской семье. Украинец. Образование 10 классов. До призыва в армию с 1928 по 1930 год работал в Плужненском райкоме комсомола.
В ряды Рабоче-крестьянской Красной Армии был призван Плужненским райвоенкоматом Каменец-Подольской области в 1930 году. После прохождения срочной службы остался в армии. В 1938 году окончил Горьковское военно-политическое училище. Служил политруком на Дальнем Востоке. В 1938 году принимал участие в боях у озера Хасан.
В 1939 году был направлен на учёбу в Военно-политическую академию им. В. И. Ленина, со второго курса которой в 1941 году ушёл на фронт.
На фронте (в звании старшего политрука) с 16 ноября 1941 года. Боевое крещение принял в бою у станции Узловая (юго-восточнее Тулы). Участник битвы за Москву на тульском направлении в составе 239-й стрелковой дивизии 3-й армии (с середины ноября — 50-й армии) Западного фронта в должности военкома 3-го противотанкового дивизиона. В боях под Тулой 239-я стрелковая дивизия противостояла группировке генерал-полковника Г. Гудериана.
Из воспоминаний Г. Гудериана:

«17 ноября мы получили сведения о выгрузке сибиряков на станции Узловая, а также о выгрузке других частей на участке Рязань-Коломна. 112-я пехотная дивизия натолкнулась на свежие сибирские части. Ввиду того, что одновременно дивизия была атакована русскими танками из направления Дедилово, её ослабленные части не были в состоянии выдержать этот натиск… Дело дошло до паники, охватившей участок фронта до Богородицка. Эта паника, возникшая впервые со времени начала русской кампании, явилась серьёзным предостережением, указывающим на то, что наша пехота исчерпала свою боеспособность и на крупные усилия уже более неспособна. Положение на фронте 112-й пехотной дивизии было исправлено собственными усилиями 53-го армейского корпуса, который повернул 167-ю пехотную дивизию на Узловую».

В период с 16 ноября 1941 года по 05.01.1942 года противотанковый дивизион, комиссаром которого был Р. И. Бортник, уничтожил 30 немецких танков. При прорыве дивизии из окружения в районе села Спасское, он лично руководил разгромом штаба располагавшегося там немецкого полка. В бою в деревне Ольховец был ранен в голову, но продолжил командовать подразделением. 5 января 1942 года в бою под Сухиничами был ранен в обе ноги и эвакуирован в госпиталь.
После выздоровления был направлен на курсы «Выстрел». После их окончания в феврале 1943 года в звании подполковника прибыл на Западный фронт и принял командование 965-м стрелковым полком 274-й стрелковой дивизии 30-й армии. Полк участвовал в Ржевско-Вяземской операции.
В середине лета 274-я дивизия была передана в состав 31-й армии и принимала участие в Смоленской операции. Во второй половине августа в ходе операции «Суворов» 965-й полк первым в дивизии прорвал оборону противника на своём участке, уничтожив 500 солдат и офицеров вермахта. Овладев высотой 216,6 в районе реки Ведосы, полк отбил 9 контратак пехоты и танков противника. В ночь с 17 на 18 августа 1943 года штурмовой отряд 965-го полка занял безымянную высоту и отразил ещё 7 контратак противника, уничтожив свыше 300 немецких солдат и офицеров и подбив 2 танка.
В сентябре 1943 года в ходе Смоленско-Рославльской операции полк принимал участие в освобождении Ярцево и Смоленска, затем участвовал в Оршанской наступательной и Витебской наступательной операциях.
В середине лета 1944 года 274-я стрелковая дивизия была включена в состав 69-й армии 1-го Белорусского фронта. 965-й полк подполковника Р. И. Бортника вновь отличился в ходе Люблин-Брестской операции. 19 июля 1944 года полк прорвал оборону противника на реке Турья, форсировал её южнее Ковеля и, преследуя отступающего противника 21 июля вышел к реке Западный Буг и быстро форсировал её. Во время дальнейшего наступления Р. И. Бортник был ранен и отправлен в медсанбат.
На фронт вернулся в августе 1944 года в звании полковника. Участвовал в боях на Пулавском плацдарме в районе деревни Люциня.
14 января 1945 года в ходе Варшавско-Познанской наступательной операции 1-го Белорусского фронта полк прорвал немецкую оборону в районе населённого пункта Игнацув Радомского воеводства и разгромил части 17-й и 45-й немецких пехотных дивизий. 18 января 1945 года полк сходу форсировал реку Пилица и, преодолевая с боями по 40-50 километров в сутки, 29 января 1945 года вышел к польско-германской границе на реке Обра. В ночь с 30 на 31 января полк прорвал сильно укреплённую и глубоко эшелонированную оборону противника и 4 февраля вышел на рубеж реки Одер в районе города Франкфурта. За период боёв с 14 января 1945 полк уничтожил 1600 солдат и офицеров вермахта, 4 артиллерийские батареи, 6 миномётных батарей, до 35 пулемётов, 6 танков и самоходных артиллерийских установок. Полком в качестве трофеев было захвачено 3 САУ, 50 орудий различного калибра, до 400 автомашин, до 450 мотоциклов, 7 складов с военным имуществом, 28 железнодорожных вагонов, 250 лошадей, 90 повозок с грузами. В плен взято 450 солдат и офицеров противника.

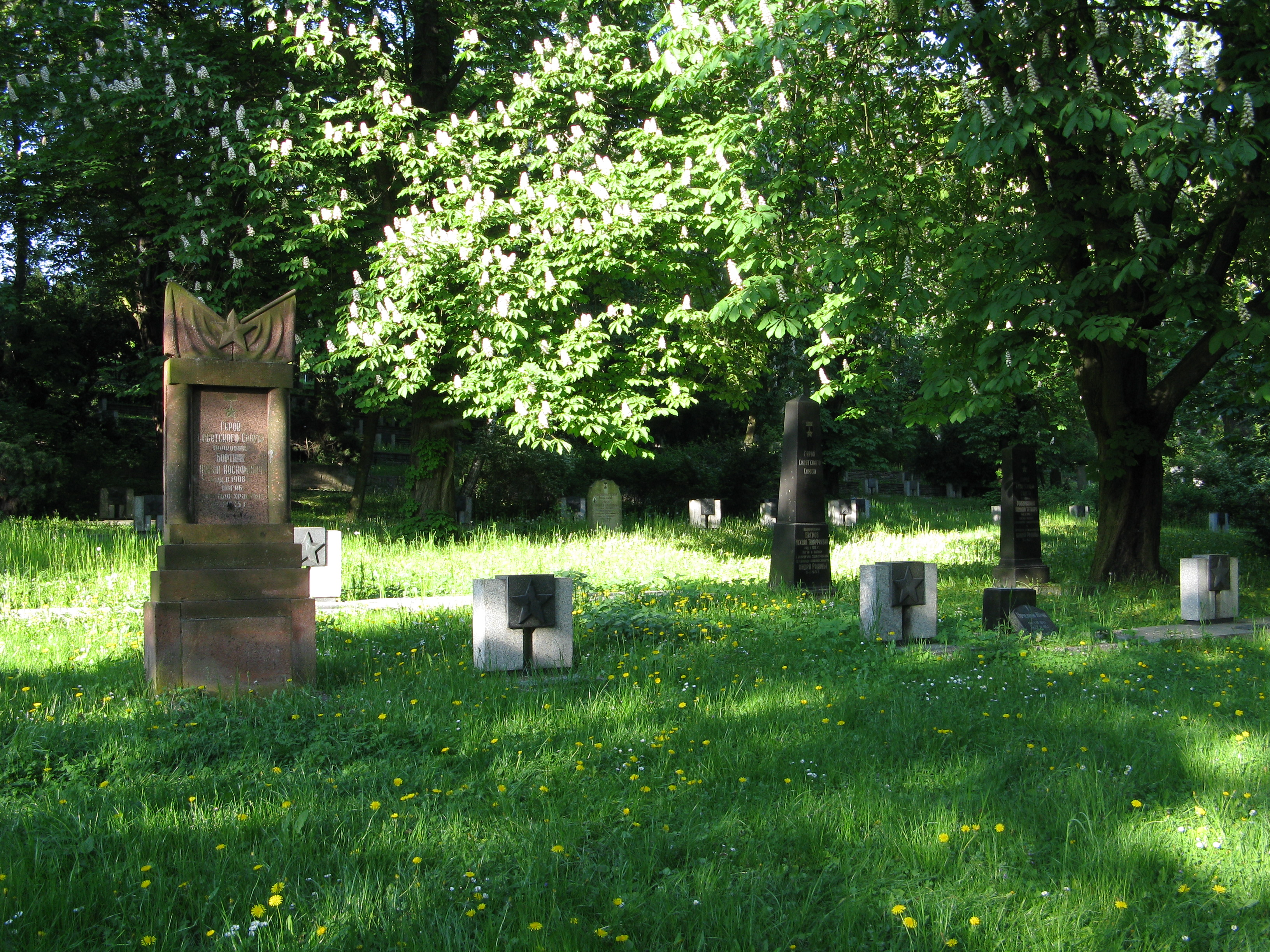
Надгробный памятник Р. И. Бортнику на мемориальном кладбище «Цитадель» г. Познань. Польша.

За отличие в Висло-Одерской операции указом Президиума Верховного Совета от 24 марта 1945 года полковнику Роману Иосифовичу Бортнику было присвоено звание Героя Советского Союза с вручением ордена Ленина и медали «Золотая Звезда» (№ 5159).
16 апреля 1945 года началась Берлинская наступательная операция, завершившаяся взятием столицы фашистской Германии. 17 апреля  при прорыве обороны противника на реке Одер в районе города Лебус полковник Р. И. Бортник погиб. Первоначально его похоронили на центральной площади города Познань, которую назвали именем Сталина. Позднее его останки были перезахоронены на мемориальном кладбище «Цитадель».

## Награды
- Медаль «Золотая Звезда» (24.03.1945);
- орден Ленина (24.03.1945);
- орден Красного Знамени — трижды (22.02.1942; 16.09.1943; 6.01.1945)
- орден Суворова 3 степени (28.09.1943);
- орден Отечественной войны 1 степени — дважды (9.09.1943; 21.05.1945, посмертно);
- медали, в том числе:

медаль «За боевые заслуги».

## Память

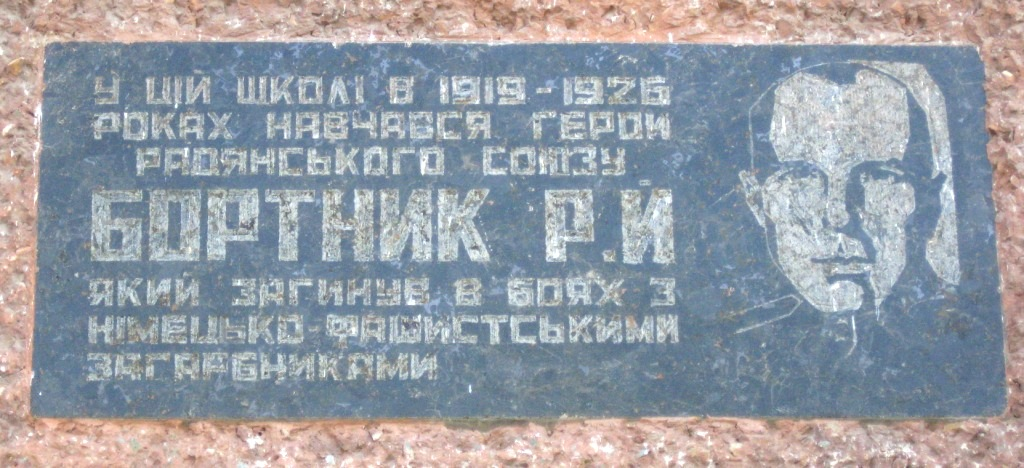
Мемориальная доска в селе Плужное.

- Имя Героя Советского Союза Р. И. Бортника носит гимназия в селе Плужное Изяславского района Хмельницкой области Украины.
- Мемориальная доска в честь Героя Советского Союза Р. И. Бортника установлена на здании школы, где он учился, в селе Плужное.
- Центральная улица села Плужное носит имя Героя Советского Союза Р. И. Бортника.

## Документы
- Общедоступный электронный банк документов «Подвиг Народа в Великой Отечественной войне 1941—1945 гг.» Архивировано 13 марта 2012 года. № в базе данных 150004107. Архивировано 14 июня 2012 года., 46761703. Архивировано 16 мая 2013 года., 12097142. Архивировано 16 мая 2013 года., 22458379. Архивировано 16 мая 2013 года., 24772415. Архивировано 16 мая 2013 года., 10112938. Архивировано 16 мая 2013 года., 18994004. Архивировано 16 мая 2013 года., 26726902. Архивировано 16 мая 2013 года.
- Обобщённый банк данных «Мемориал». Архивировано 10 мая 2012 года. ЦАМО, ф. 33, оп. 11458, д. 754., ЦАМО, ф. 33, оп. 11458, д. 650 (недоступная ссылка — история)., ЦАМО, ф. 33, оп. 11459, д. 505 (недоступная ссылка — история)., ЦАМО, ф. 209, оп. 995, д. 203—220 (недоступная ссылка — история).